# Šport u 1881.
◄◄ | ◄ | 1878. | 1879. | 1880. | 1881.  | 1882. | 1883. | 1884. | ► | ►►
Arhitektura • Astronomija • Biologija • Film • Fotografija • Glazba • Kazalište • Kemija • Kiparstvo • Knjige • Književnost • Kršćanstvo • Meteorologija • Medicina • Planinarstvo • Politika • Pravo • Promet • Slikarstvo • Šport • Znanost • Željeznički promet
Šport u 1881.

## Svijet

### Osnivanja
- FC Girondins de Bordeaux, francuski nogometni klub

## Hrvatska i u Hrvata

### Rođenja
- 9. studenog - Hinko Würth, sportaš i sportski dužnosnik, po struci pravnik

## Vanjske poveznice
|  | Zajednički poslužitelj ima još gradiva o temi Šport u 1881. |